# Badminton-Asienmeisterschaft 2010
Die Badminton-Asienmeisterschaft 2010 fand in Neu-Delhi, Indien, vom 12. bis 18. April 2010 statt.

## Austragungsort
- Siri Fort Indoor Stadium

## Medaillengewinner
| Disziplin    | Gold                        | Silber                          | Bronze                                  |
| ------------ | --------------------------- | ------------------------------- | --------------------------------------- |
| Herreneinzel | Lin Dan                     | Wang Zhengming                  | Boonsak Ponsana                         |
| Herreneinzel | Lin Dan                     | Wang Zhengming                  | Kenichi Tago                            |
| Dameneinzel  | Li Xuerui                   | Liu Xin                         | Saina Nehwal                            |
| Dameneinzel  | Li Xuerui                   | Liu Xin                         | Zhou Mi                                 |
| Herrendoppel | Cho Gun-woo Yoo Yeon-seong  | Chen Hung-ling Lin Yu-lang      | Fang Chieh-min Lee Sheng-mu             |
| Herrendoppel | Cho Gun-woo Yoo Yeon-seong  | Chen Hung-ling Lin Yu-lang      | Han Sang-hoon Hwang Ji-man              |
| Damendoppel  | Pan Pan Tian Qing           | Vivian Hoo Kah Mun Woon Khe Wei | Chien Yu-chin Cheng Wen-hsing           |
| Damendoppel  | Pan Pan Tian Qing           | Vivian Hoo Kah Mun Woon Khe Wei | Savitree Amitrapai Vacharaporn Munkit   |
| Mixed        | Chan Peng Soon Goh Liu Ying | Yoo Yeon-seong Kim Min-jung     | Devin Lahardi Fitriawan Liliyana Natsir |
| Mixed        | Chan Peng Soon Goh Liu Ying | Yoo Yeon-seong Kim Min-jung     | Qiu Zihan Tian Qing                     |

## Ergebnisse

### Herreneinzel
- Dethputhicheat Chin -  Moh'd Abid Abid: 21-15 / 21-19
- Rajitha Sandeepana Dhanayaka –  Nasheeu Sharafuddeen: 21-17 / 21-15
- Md Rais Uddin –  Trikishmyrat Poladov: 21-8 / 21-2
- Wajid Ali Chaudhry -  Burhanuddin Baryal: 21-8 / 21-7
- Manami Hewa Hasitha –  Ram Singh Chaudhari: 21-10 / 21-16
- Indra Mehata –  Annachary Nyyazgulyyev: 21-4 / 21-5
- Lasitha Menaka -  Dethputhicheat Chin: 21-13 / 21-9
- Md Rais Uddin –  Maher F. Abood: 21-5 / 21-5
- Wajid Ali Chaudhry -  Anayet Ulla Khan: 21-10 / 21-11
- Omar Zeeshan –  Manami Hewa Hasitha: 21-16 / 21-19
- Taufik Hidayat –  Indra Mehata: 21-6 / 21-9
- Ha Anh Le –  Omar Zeeshan: 21-16 / 19-21 / 21-15
- Hsueh Hsuan-yi –  Tanongsak Saensomboonsuk: 21-8 / 20-22 / 21-15
- Dinuka Karunaratne –  Lasitha Menaka: 21-10 / 21-9
- Kenichi Tago –  Chong Wei Feng: 21-15 / 21-11
- Kuan Beng Hong –  Nguyễn Hoàng Nam: 21-16 / 21-10
- Chan Yan Kit –  Ajay Jayaram: 14-21 / 21-13 / 21-17
- Shuhei Hayasaki –  Yara Azad: 21-17 / 21-7
- Md Rais Uddin -  Abdul Hannan: 21-18 / 21-16
- Wang Zhengming –  Chan Kwong Beng: 23-21 / 21-9
- Chong Chieh Lok –  Mohamed Ajfan Rasheed: 21-7 / 21-7
- Anup Sridhar –  Rho Ye-wook: 16-21 / 21-13 / 21-8
- Shoji Sato -  Mohammed Jabed Mostafa: 21-10 / 21-6
- Arvind Bhat –  Bikash Shrestha: 21-14 / 21-11
- Hong Ji-hoon –  Ashton Chen Yong Zhao: 21-18 / 21-17
- Nugroho Andi Saputro –  K. Nandagopal: 21-15 / 21-15
- Andre Kurniawan Tedjono –  Hsu Jen-hao: 21-18 / 26-28 / 21-10
- Kazushi Yamada –  Tan Chun Seang: 22-20 / 21-19
- Boonsak Ponsana –  Wajid Ali Chaudhry: 21-16 / 21-14
- Choi Ho-jin –  R. M. V. Gurusaidutt: 21-19 / 20-22 / 21-19
- Muhammad Hafiz Hashim –  Pakkawat Vilailak: 19-21 / 21-9 / 21-16
- Wen Kai –  Sahadev Khadka: 21-3 / 21-7
- Nguyễn Tiến Minh –  Hsu Shao Wen: 21-7 / 21-8
- Tommy Sugiarto –  Kim Sa-rang: 21-12 / 21-15
- Kashyap Parupalli –  Wong Wing Ki: 21-14 / 21-15
- Gao Huan –  Sho Sasaki: 21-14 / 21-14
- Hu Yun –  Niluka Karunaratne: 21-17 / 21-16
- Chou Tien-chen –  Derek Wong Zi Liang: 21-19 / 11-21 / 21-15
- Dionysius Hayom Rumbaka –  Nguyễn Hoàng Hải: 21-9 / 21-16
- Anand Pawar -  Nuon Sophorn: 21-3 / 21-6
- Lin Dan –  Suppanyu Avihingsanon: 21-11 / 21-14
- Taufik Hidayat –  Ha Anh Le: 21-10 / 21-16
- Hsueh Hsuan-yi –  Dinuka Karunaratne: 21-19 / 21-14
- Kenichi Tago –  Kuan Beng Hong: 11-21 / 21-14 / 21-14
- Chan Yan Kit –  Shuhei Hayasaki: 21-14 / 26-24
- Wang Zhengming -  Md Rais Uddin: 21-13 / 21-9
- Chong Chieh Lok –  Anup Sridhar: 21-19 / 21-15
- Shoji Sato -  Chanpisey Vann: 21-7 / 21-7
- Hong Ji-hoon –  Arvind Bhat: 21-15 / 13-21 / 21-6
- Andre Kurniawan Tedjono –  Nugroho Andi Saputro: 21-18 / 21-18
- Boonsak Ponsana –  Kazushi Yamada: 21-16 / 21-15
- Muhammad Hafiz Hashim –  Choi Ho-jin: 21-11 / 19-21 / 21-11
- Nguyễn Tiến Minh –  Wen Kai: 21-19 / 21-18
- Kashyap Parupalli –  Tommy Sugiarto: 21-14 / 21-16
- Hu Yun –  Gao Huan: 21-12 / 18-21 / 21-11
- Chou Tien-chen –  Dionysius Hayom Rumbaka: 21-14 / 21-15
- Lin Dan –  Anand Pawar: 21-14 / 21-12
- Hsueh Hsuan-yi –  Taufik Hidayat: 22-20 / 21-16
- Kenichi Tago –  Chan Yan Kit: 21-15 / 21-19
- Wang Zhengming –  Chong Chieh Lok: 21-13 / 21-18
- Shoji Sato –  Hong Ji-hoon: 21-14 / 21-18
- Boonsak Ponsana –  Andre Kurniawan Tedjono: 21-18 / 21-17
- Muhammad Hafiz Hashim –  Nguyễn Tiến Minh: 21-19 / 14-21 / 21-15
- Hu Yun –  Kashyap Parupalli: 21-16 / 18-21 / 21-13
- Lin Dan –  Chou Tien-chen: 21-8 / 21-17
- Kenichi Tago –  Hsueh Hsuan-yi: 21-13 / 21-16

|  | Viertelfinale | Viertelfinale         | Viertelfinale  | Viertelfinale | Viertelfinale |              |                 | Halbfinale     | Halbfinale | Halbfinale | Halbfinale | Halbfinale |  |  | Finale | Finale | Finale | Finale | Finale |
|  |               |                       |                |               |               |              |                 |                |            |            |            |            |  |  |        |        |        |        |        |
|  |               | Hsueh Hsuan-yi        | 13             | 16            |               |              |                 |                |            |            |            |            |  |  |        |        |        |        |        |
|  | 6             | Kenichi Tago          | 21             | 21            |               |              |                 |                |            |            |            |            |  |  |        |        |        |        |        |
|  | 6             | Kenichi Tago          | 21             | 21            |               | Kenichi Tago | 14              | 21             | 16         |            |            |            |  |  |        |        |        |        |        |
|  |               |                       |                |               |               | Kenichi Tago | 14              | 21             | 16         |            |            |            |  |  |        |        |        |        |        |
|  |               |                       | Wang Zhengming | 21            | 19            | 21           |                 |                |            |            |            |            |  |  |        |        |        |        |        |
|  |               | Wang Zhengming        | Wang Zhengming | 21            | 19            | 21           | 21              | 21             |            |            |            |            |  |  |        |        |        |        |        |
|  |               |                       |                |               |               |              | 21              | 21             |            |            |            |            |  |  |        |        |        |        |        |
|  |               | Shoji Sato            | 16             | 15            |               |              |                 |                |            |            |            |            |  |  |        |        |        |        |        |
|  |               |                       |                |               |               |              |                 | Wang Zhengming | 17         | 15         |            |            |  |  |        |        |        |        |        |
|  |               |                       | Lin Dan        | 21            | 21            |              |                 |                |            |            |            |            |  |  |        |        |        |        |        |
|  | 5             | Boonsak Ponsana       | 21             | 17            | 21            |              |                 |                |            |            |            |            |  |  |        |        |        |        |        |
|  | 10            | Muhammad Hafiz Hashim | 9              | 21            | 10            |              |                 |                |            |            |            |            |  |  |        |        |        |        |        |
|  | 10            | Muhammad Hafiz Hashim | 9              | 21            | 10            |              | Boonsak Ponsana | 20             | 10         |            |            |            |  |  |        |        |        |        |        |
|  |               |                       |                |               |               |              | Boonsak Ponsana | 20             | 10         |            |            |            |  |  |        |        |        |        |        |
|  |               |                       | Lin Dan        | 21            | 21            |              |                 |                |            |            |            |            |  |  |        |        |        |        |        |
|  |               | Hu Yun                | Lin Dan        | 21            | 21            | 11           | 10              |                |            |            |            |            |  |  |        |        |        |        |        |
|  |               |                       |                |               |               | 11           | 10              |                |            |            |            |            |  |  |        |        |        |        |        |
|  | 2             | Lin Dan               | 21             | 21            |               |              |                 |                |            |            |            |            |  |  |        |        |        |        |        |

### Dameneinzel
- Alina Sultana –  Pooja Shrestha: 21-9 / 21-5
- Phùng Nguyễn Phương Nhi –  Violetta Arutyunyan: 21-2 / 21-4
- Li Xuerui –  Tse Ying Suet: 21-10 / 21-6
- Ayane Kurihara –  Liu I Chun: 21-15 / 21-17
- Tee Jing Yi -  Rozina Akter: 21-8 / 21-3
- Xia Jingyun –  Sujana Shrestha: 21-3 / 21-3
- Nguyễn Thị Bình Thơ –  Valeriya Efremova: 21-1 / 21-4
- Wi Jin-ah –  Aprilia Yuswandari: 21-18 / 8-21 / 21-17
- Gayatri Vartak –  Chandrika de Silva: 21-17 / 21-12
- Liu Xin –  Lee Yun-hwa: 21-18 / 21-11
- P. C. Thulasi –  Sara Khan: 21-9 / 21-16
- Pai Hsiao-ma –  Upuli Samanthika Weerasinghe: 21-11 / 21-6
- Florah, Sew Fong Ng –  Achini Nimeshika Ratnasiri: 21-18 / 21-16
- Kang Hae-won -  Aktar Shapla: 21-10 / 21-7
- Phùng Nguyễn Phương Nhi -  Alina Sultana: 21-14 / 21-10
- Li Xuerui –  Palwasha: 21-6 / 21-6
- Ayane Kurihara -  Konika Rani Adhikary: 21-7 / 21-11
- Xia Jingyun –  Tee Jing Yi: 21-16 / 21-10
- Wi Jin-ah –  Nguyễn Thị Bình Thơ: 16-21 / 21-10 / 21-17
- Liu Xin –  Gayatri Vartak: 21-12 / 21-11
- Pai Hsiao-ma –  P. C. Thulasi: 21-8 / 21-9
- Kang Hae-won –  Florah, Sew Fong Ng: 21-12 / 21-5
- Li Xuerui –  Phùng Nguyễn Phương Nhi: 21-13 / 21-13
- Ayane Kurihara –  Xia Jingyun: 21-17 / 21-19
- Liu Xin –  Wi Jin-ah: 21-15 / 21-8
- Kang Hae-won –  Pai Hsiao-ma: 21-17 / 25-23
- Saina Nehwal –  Porntip Buranaprasertsuk: 21-10 / 21-13
- Julia Wong Pei Xian –  Trupti Murgunde: 21-17 / 21-12
- Wong Mew Choo –  Yu Hirayama: 21-12 / 21-10
- Zhang Beiwen –  Sayali Gokhale: 21-11 / 9-21 / 21-18
- Yip Pui Yin –  Nitchaon Jindapol: 21-12 / 22-20
- Li Xuerui –  Kang Hae-won: 21-8 / 21-8
- Ayane Kurihara –  Ai Goto: 21-12 / 17-21 / 21-17
- Fransisca Ratnasari –  Hung Shih-han: 21-14 / 15-21 / 23-21
- Liu Xin –  Lê Ngọc Nguyên Nhung: 21-8 / 21-15
- Sayaka Sato –  Chan Tsz Ka: 21-12 / 21-14
- Aditi Mutatkar –  Fu Mingtian: 21-11 / 17-21 / 21-18
- Chen Hsiao-huan –  Sannatasah Saniru: 21-19 / 21-11
- Xing Aiying –  Lindaweni Fanetri: 21-18 / 21-11
- Salakjit Ponsana –  Shizuka Uchida: 15-21 / 21-19 / 21-9
- Lydia Cheah Li Ya –  Neha Pandit: 21-14 / 21-19
- Zhou Mi –  Maria Kristin Yulianti: 15-21 / 21-18 / 21-16
- Saina Nehwal –  Julia Wong Pei Xian: 21-14 / 21-16
- Wong Mew Choo –  Zhang Beiwen: 20-22 / 21-9 / 21-14
- Li Xuerui –  Yip Pui Yin: 21-13 / 21-8
- Ayane Kurihara –  Fransisca Ratnasari: 17-21 / 21-16 / 21-14
- Liu Xin –  Sayaka Sato: 19-21 / 21-7 / 21-11
- Aditi Mutatkar –  Chen Hsiao-huan: 23-21 / 21-11
- Salakjit Ponsana –  Xing Aiying: 21-10 / 17-21 / 21-19
- Zhou Mi –  Lydia Cheah Li Ya: 21-10 / 21-15

|  | Viertelfinale | Viertelfinale    | Viertelfinale | Viertelfinale | Viertelfinale |              |    | Halbfinale | Halbfinale | Halbfinale | Halbfinale | Halbfinale |  |  | Finale | Finale | Finale | Finale | Finale |
|  |               |                  |               |               |               |              |    |            |            |            |            |            |  |  |        |        |        |        |        |
|  | 1             | Saina Nehwal     | 21            | 21            |               |              |    |            |            |            |            |            |  |  |        |        |        |        |        |
|  | 7             | Wong Mew Choo    | 5             | 13            |               |              |    |            |            |            |            |            |  |  |        |        |        |        |        |
|  | 7             | Wong Mew Choo    | 5             | 13            |               | Saina Nehwal | 17 | 11         |            |            |            |            |  |  |        |        |        |        |        |
|  |               |                  |               |               |               | Saina Nehwal | 17 | 11         |            |            |            |            |  |  |        |        |        |        |        |
|  |               |                  | Li Xuerui     | 21            | 21            |              |    |            |            |            |            |            |  |  |        |        |        |        |        |
|  | Q             | Li Xuerui        | Li Xuerui     | 21            | 21            | 21           | 21 |            |            |            |            |            |  |  |        |        |        |        |        |
|  | Q             | Li Xuerui        |               |               |               |              |    |            |            |            |            |            |  |  |        |        |        |        |        |
|  | Q             | Ayane Kurihara   | 17            | 18            |               |              |    |            |            |            |            |            |  |  |        |        |        |        |        |
|  |               |                  |               |               |               |              |    | Li Xuerui  | 21         | 18         | 21         |            |  |  |        |        |        |        |        |
|  |               |                  | Liu Xin       | 13            | 21            | 19           |    |            |            |            |            |            |  |  |        |        |        |        |        |
|  | Q             | Liu Xin          | 21            | 21            |               |              |    |            |            |            |            |            |  |  |        |        |        |        |        |
|  |               | Aditi Mutatkar   | 14            | 11            |               |              |    |            |            |            |            |            |  |  |        |        |        |        |        |
|  |               | Aditi Mutatkar   | 14            | 11            | Liu Xin       | 21           | 21 |            |            |            |            |            |  |  |        |        |        |        |        |
|  |               |                  |               |               |               | 21           | 21 |            |            |            |            |            |  |  |        |        |        |        |        |
|  |               |                  | Zhou Mi       | 15            | 18            |              |    |            |            |            |            |            |  |  |        |        |        |        |        |
|  | 5             | Salakjit Ponsana | Zhou Mi       | 15            | 18            | 21           | 17 |            |            |            |            |            |  |  |        |        |        |        |        |
|  | 5             | Salakjit Ponsana |               |               |               |              |    |            |            |            |            |            |  |  |        |        |        |        |        |
|  | 2             | Zhou Mi          | 23            | 21            |               |              |    |            |            |            |            |            |  |  |        |        |        |        |        |

### Herrendoppel
- Rizwan Azam /  Sulehri Kashif Ali –  Mohamed Ajfan Rasheed /  Nasheeu Sharafuddeen: 21-13 / 21-15
- Sahadev Khadka /  Bikash Shrestha -  Dethputhicheat Chin /  Nuon Sophorn: 22-24 / 21-19 / 21-19
- Md Rais Uddin /  Mohammed Jabed Mostafa –  Annachary Nyyazgulyyev /  Trikishmyrat Poladov: 21-9 / 21-4
- Ram Singh Chaudhari /  Indra Mehata –  Maher F. Abood /  Yara Azad: 17-21 / 21-17 / 21-14
- Omar Zeeshan /  Wajid Ali Chaudhry –  Manami Hewa Hasitha /  Rajitha Sandeepana Dhanayaka: 20-22 / 17-13 Ret.
- Rizwan Azam /  Sulehri Kashif Ali -  Burhanuddin Baryal /  Moh'd Abid Abid: 21-9 / 21-6
- Abdul Hannan /  Anayet Ulla Khan –  Sahadev Khadka /  Bikash Shrestha: 21-14 / 21-15
- Md Rais Uddin /  Mohammed Jabed Mostafa –  Ram Singh Chaudhari /  Indra Mehata: 21-12 / 21-15
- Ashton Chen Yong Zhao /  Derek Wong Zi Liang –  Omar Zeeshan /  Wajid Ali Chaudhry: 21-15 / 21-17
- Chen Hung-ling /  Lin Yu-lang –  Liu Xiaolong /  Qiu Zihan: 21-11 / 21-13
- Yohan Hadikusumo Wiratama /  Wong Wai Hong –  Ha Anh Le /  Nguyễn Hoàng Hải: 21-10 / 21-8
- Kenichi Hayakawa /  Kenta Kazuno –  Luluk Hadiyanto /  Joko Riyadi: 21-18 / 16-21 / 21-18
- Mak Hee Chun /  Tan Wee Kiong –  Bona Septano /  Rian Sukmawan: 21-14 / 21-18
- Rupesh Kumar /  Sanave Thomas -  Md Rais Uddin /  Mohammed Jabed Mostafa: 21-10 / 21-2
- Patipat Chalardchaleam /  Thitipong Lapho -  Abdul Hannan /  Anayet Ulla Khan: 21-6 / 21-2
- Han Sang-hoon /  Hwang Ji-man –  Naoki Kawamae /  Shoji Sato: 21-18 / 22-20
- Nguyễn Hoàng Nam /  Huỳnh Nguyễn Khang –  Tarun Kona /  Jishnu Sanyal: 21-18 / 12-21 / 21-16
- Songphon Anugritayawon /  Sudket Prapakamol –  Mohammad Ahsan /  Yonathan Suryatama Dasuki: 17-21 / 23-21 / 22-20
- Fang Chieh-min /  Lee Sheng-mu –  Ashton Chen Yong Zhao /  Derek Wong Zi Liang: 21-16 / 21-9
- Nuttaphon Narkthong /  Sarayut Saetang –  Shen Ye /  Sun Junjie: 22-24 / 21-16 / 21-19
- Hendri Kurniawan Saputra /  Hendra Wijaya –  Liao Min-chun /  Wu Chun-wei: 21-12 / 21-18
- Dinuka Karunaratne /  Niluka Karunaratne –  Rizwan Azam /  Sulehri Kashif Ali: 21-10 / 21-10
- Cho Gun-woo /  Yoo Yeon-seong –  Teo Kok Siang /  Goh V Shem: 21-16 / 21-8
- Hoon Thien How /  Ong Soon Hock –  Dương Bảo Đức /  Phạm Cao Hiếu: 21-11 / 21-13
- Hirokatsu Hashimoto /  Noriyasu Hirata –  Akshay Dewalkar /  Arun Vishnu: 21-18 / 21-15
- Chen Hung-ling /  Lin Yu-lang –  Yohan Hadikusumo Wiratama /  Wong Wai Hong: 26-24 / 21-13
- Mak Hee Chun /  Tan Wee Kiong –  Kenichi Hayakawa /  Kenta Kazuno: 21-17 / 21-19
- Rupesh Kumar /  Sanave Thomas –  Patipat Chalardchaleam /  Thitipong Lapho: 21-14 / 21-15
- Han Sang-hoon /  Hwang Ji-man –  Nguyễn Hoàng Nam /  Huỳnh Nguyễn Khang: 21-9 / 21-7
- Fang Chieh-min /  Lee Sheng-mu –  Songphon Anugritayawon /  Sudket Prapakamol: 21-8 / 21-11
- Hendri Kurniawan Saputra /  Hendra Wijaya –  Nuttaphon Narkthong /  Sarayut Saetang: 21-10 / 21-13
- Cho Gun-woo /  Yoo Yeon-seong –  Dinuka Karunaratne /  Niluka Karunaratne: 21-16 / 21-15
- Hoon Thien How /  Ong Soon Hock –  Hirokatsu Hashimoto /  Noriyasu Hirata: 21-17 / 21-18

|  | Viertelfinale | Viertelfinale                          | Viertelfinale              | Viertelfinale | Viertelfinale |                            |                             | Halbfinale                 | Halbfinale | Halbfinale | Halbfinale | Halbfinale |  |  | Finale | Finale | Finale | Finale | Finale |
|  |               |                                        |                            |               |               |                            |                             |                            |            |            |            |            |  |  |        |        |        |        |        |
|  | 1             | Chen Hung-ling Lin Yu-lang             | 19                         | 21            | 21            |                            |                             |                            |            |            |            |            |  |  |        |        |        |        |        |
|  |               | Mak Hee Chun Tan Wee Kiong             | 21                         | 15            | 18            |                            |                             |                            |            |            |            |            |  |  |        |        |        |        |        |
|  |               | Mak Hee Chun Tan Wee Kiong             | 21                         | 15            | 18            | Chen Hung-ling Lin Yu-lang | 21                          | 12                         | 21         |            |            |            |  |  |        |        |        |        |        |
|  |               |                                        |                            |               |               | Chen Hung-ling Lin Yu-lang | 21                          | 12                         | 21         |            |            |            |  |  |        |        |        |        |        |
|  |               |                                        | Han Sang-hoon Hwang Ji-man | 18            | 21            | 18                         |                             |                            |            |            |            |            |  |  |        |        |        |        |        |
|  | 3             | Rupesh Kumar Sanave Thomas             | Han Sang-hoon Hwang Ji-man | 18            | 21            | 18                         | 21                          | 16                         | 15         |            |            |            |  |  |        |        |        |        |        |
|  | 3             | Rupesh Kumar Sanave Thomas             |                            |               |               |                            |                             | 16                         | 15         |            |            |            |  |  |        |        |        |        |        |
|  |               | Han Sang-hoon Hwang Ji-man             | 17                         | 21            | 21            |                            |                             |                            |            |            |            |            |  |  |        |        |        |        |        |
|  |               |                                        |                            |               |               |                            |                             | Chen Hung-ling Lin Yu-lang | 19         | 21         | 17         |            |  |  |        |        |        |        |        |
|  |               |                                        | Cho Gun-woo Yoo Yeon-seong | 21            | 12            | 21                         |                             |                            |            |            |            |            |  |  |        |        |        |        |        |
|  | 6             | Fang Chieh-min Lee Sheng-mu            | 17                         | 21            | 21            |                            |                             |                            |            |            |            |            |  |  |        |        |        |        |        |
|  | 4             | Hendri Kurniawan Saputra Hendra Wijaya | 21                         | 12            | 13            |                            |                             |                            |            |            |            |            |  |  |        |        |        |        |        |
|  | 4             | Hendri Kurniawan Saputra Hendra Wijaya | 21                         | 12            | 13            |                            | Fang Chieh-min Lee Sheng-mu | 18                         | 20         |            |            |            |  |  |        |        |        |        |        |
|  |               |                                        |                            |               |               |                            | Fang Chieh-min Lee Sheng-mu | 18                         | 20         |            |            |            |  |  |        |        |        |        |        |
|  |               |                                        | Cho Gun-woo Yoo Yeon-seong | 21            | 22            |                            |                             |                            |            |            |            |            |  |  |        |        |        |        |        |
|  | 5             | Cho Gun-woo Yoo Yeon-seong             | Cho Gun-woo Yoo Yeon-seong | 21            | 22            | 21                         | 21                          |                            |            |            |            |            |  |  |        |        |        |        |        |
|  | 5             | Cho Gun-woo Yoo Yeon-seong             |                            |               |               |                            |                             |                            |            |            |            |            |  |  |        |        |        |        |        |
|  |               | Ong Soon Hock Hoon Thien How           | 18                         | 17            |               |                            |                             |                            |            |            |            |            |  |  |        |        |        |        |        |

### Damendoppel
- Pooja Shrestha /  Sujana Shrestha –  Valeriya Efremova /  Violetta Arutyunyan: 21-9 / 21-13
- Vivian Hoo Kah Mun /  Woon Khe Wei –  Pooja Shrestha /  Sujana Shrestha: 21-3 / 21-2
- Greysia Polii /  Meiliana Jauhari –  Jwala Gutta /  Ashwini Ponnappa: 18-21 / 21-15 / 21-17
- Savitree Amitrapai /  Peeraya Munkitamorn –  Chang Hsin-yun /  Chiang Kai-hsin: 21-11 / 21-14
- Vanessa Neo Yu Yan /  Fu Mingtian -  Rozina Akter /  Konika Rani Adhikary: 21-12 / 21-8
- Zhang Dan /  Zhang Zhibo –  Achini Nimeshika Ratnasiri /  Upuli Samanthika Weerasinghe: 21-8 / 21-10
- Hsieh Pei-chen /  Wang Pei-rong –  Chau Hoi Wah /  Chan Tsz Ka: 21-9 / 20-22 / 21-8
- Anneke Feinya Agustin /  Annisa Wahyuni –  Duanganong Aroonkesorn /  Kunchala Voravichitchaikul: 21-18 / 21-12
- Shendy Puspa Irawati /  Nitya Krishinda Maheswari –  Lê Ngọc Nguyên Nhung /  Thái Thị Hồng Gấm: 21-10 / 17-21 / 21-12
- Cheng Wen-hsing /  Chien Yu-chin –  Choi Ha-na /  Park Sun-young: 21-15 / 21-16
- Aparna Balan /  Shruti Kurien –  Xing Aiying /  Zhang Beiwen: 21-14 / 21-9
- Pan Pan /  Tian Qing –  Shinta Mulia Sari /  Yao Lei: 21-14 / 21-11
- Goh Liu Ying /  Lim Yin Loo -  Aktar Shapla /  Alina Sultana: 21-11 / 21-13
- Miyuki Maeda /  Satoko Suetsuna –  Nguyễn Thị Bình Thơ /  Phùng Nguyễn Phương Nhi: 21-12 / 21-7
- Eom Hye-won /  Chang Ye-na –  Mizuki Fujii /  Reika Kakiiwa: w.o.
- Lu Lu /  Wang Siyun –  Shizuka Matsuo /  Mami Naito: w.o.
- Palwasha /  Sara Khan –  Lekha Shehani /  Chandrika de Silva: w.o.
- Vivian Hoo Kah Mun /  Woon Khe Wei –  Eom Hye-won /  Chang Ye-na: 23-21 / 21-16
- Greysia Polii /  Meiliana Jauhari –  Lu Lu /  Wang Siyun: 21-19 / 14-21 / 21-18
- Savitree Amitrapai /  Peeraya Munkitamorn –  Vanessa Neo Yu Yan /  Fu Mingtian: 21-15 / 22-20
- Hsieh Pei-chen /  Wang Pei-rong –  Zhang Dan /  Zhang Zhibo: 28-26 / 21-16
- Anneke Feinya Agustin /  Annisa Wahyuni –  Palwasha /  Sara Khan: 21-6 / 21-5
- Cheng Wen-hsing /  Chien Yu-chin –  Shendy Puspa Irawati /  Nitya Krishinda Maheswari: 22-20 / 21-15
- Pan Pan /  Tian Qing –  Aparna Balan /  Shruti Kurien: 21-10 / 21-12
- Miyuki Maeda /  Satoko Suetsuna –  Goh Liu Ying /  Lim Yin Loo: 18-21 / 21-11 / 21-19

|  | Viertelfinale | Viertelfinale                         | Viertelfinale                         | Viertelfinale | Viertelfinale |                                 |    | Halbfinale                      | Halbfinale | Halbfinale | Halbfinale | Halbfinale |  |  | Finale | Finale | Finale | Finale | Finale |
|  |               |                                       |                                       |               |               |                                 |    |                                 |            |            |            |            |  |  |        |        |        |        |        |
|  |               | Vivian Hoo Kah Mun Woon Khe Wei       | 26                                    | 11            | 21            |                                 |    |                                 |            |            |            |            |  |  |        |        |        |        |        |
|  |               | Meiliana Jauhari Greysia Polii        | 24                                    | 21            | 19            |                                 |    |                                 |            |            |            |            |  |  |        |        |        |        |        |
|  |               | Meiliana Jauhari Greysia Polii        | 24                                    | 21            | 19            | Vivian Hoo Kah Mun Woon Khe Wei | 18 | 21                              | 21         |            |            |            |  |  |        |        |        |        |        |
|  |               |                                       |                                       |               |               | Vivian Hoo Kah Mun Woon Khe Wei | 18 | 21                              | 21         |            |            |            |  |  |        |        |        |        |        |
|  |               |                                       | Savitree Amitrapai Vacharaporn Munkit | 21            | 17            | 14                              |    |                                 |            |            |            |            |  |  |        |        |        |        |        |
|  | 4             | Savitree Amitrapai Vacharaporn Munkit | Savitree Amitrapai Vacharaporn Munkit | 21            | 17            | 14                              | 22 | 16                              | 21         |            |            |            |  |  |        |        |        |        |        |
|  | 4             | Savitree Amitrapai Vacharaporn Munkit |                                       |               |               |                                 |    | 16                              | 21         |            |            |            |  |  |        |        |        |        |        |
|  |               | Hsieh Pei-chen Wang Pei-rong          | 20                                    | 21            | 18            |                                 |    |                                 |            |            |            |            |  |  |        |        |        |        |        |
|  |               |                                       |                                       |               |               |                                 |    | Vivian Hoo Kah Mun Woon Khe Wei | 10         | 6          |            |            |  |  |        |        |        |        |        |
|  |               |                                       | Pan Pan Tian Qing                     | 21            | 21            |                                 |    |                                 |            |            |            |            |  |  |        |        |        |        |        |
|  |               | Annisa Wahyuni Anneke Feinya Agustin  | 18                                    | 12            |               |                                 |    |                                 |            |            |            |            |  |  |        |        |        |        |        |
|  | 3             | Chien Yu-chin Cheng Wen-hsing         | 21                                    | 21            |               |                                 |    |                                 |            |            |            |            |  |  |        |        |        |        |        |
|  | 3             | Chien Yu-chin Cheng Wen-hsing         | 21                                    | 21            |               | Chien Yu-chin Cheng Wen-hsing   | 24 | 16                              | 18         |            |            |            |  |  |        |        |        |        |        |
|  |               |                                       |                                       |               |               | Chien Yu-chin Cheng Wen-hsing   | 24 | 16                              | 18         |            |            |            |  |  |        |        |        |        |        |
|  |               |                                       | Pan Pan Tian Qing                     | 22            | 21            | 21                              |    |                                 |            |            |            |            |  |  |        |        |        |        |        |
|  | 6             | Pan Pan Tian Qing                     | Pan Pan Tian Qing                     | 22            | 21            | 21                              | 21 | 21                              |            |            |            |            |  |  |        |        |        |        |        |
|  | 6             | Pan Pan Tian Qing                     |                                       |               |               |                                 |    | 21                              |            |            |            |            |  |  |        |        |        |        |        |
|  | 2             | Miyuki Maeda Satoko Suetsuna          | 13                                    | 10            |               |                                 |    |                                 |            |            |            |            |  |  |        |        |        |        |        |

### Mixed
- Dinuka Karunaratne /  Chandrika de Silva -  Mohammed Jabed Mostafa /  Aktar Shapla: 21-10 / 21-8
- Md Rais Uddin /  Alina Sultana –  Trikishmyrat Poladov /  Violetta Arutyunyan: 21-7 / 21-11
- Sun Junjie /  Wang Siyun –  Lin Yen-jui /  Hsieh Pei-chen: 19-21 / 22-20 / 21-17
- Ram Singh Chaudhari /  Sujana Shrestha -  Anayet Ulla Khan /  Rozina Akter: 21-9 / 21-17
- Wong Wai Hong /  Chau Hoi Wah –  Mohamed Ajfan Rasheed /  Aishath Afnaan Rasheed: 21-6 / 21-6
- Huỳnh Nguyễn Khang /  Lê Ngọc Nguyên Nhung –  Dinuka Karunaratne /  Chandrika de Silva: 21-12 / 17-21 / 21-16
- Nguyễn Hoàng Hải /  Nguyễn Thị Bình Thơ -  Md Rais Uddin /  Alina Sultana: 21-16 / 21-5
- Sun Junjie /  Wang Siyun –  Indra Mehata /  Pooja Shrestha: 21-5 / 21-8
- Wong Wai Hong /  Chau Hoi Wah –  Ram Singh Chaudhari /  Sujana Shrestha: 21-5 / 21-12
- Valiyaveetil Diju /  Jwala Gutta –  Wong Wai Hong /  Chau Hoi Wah: 21-13 / 21-12
- Lee Sheng-mu /  Chien Yu-chin –  Muhammad Rizal /  Debby Susanto: 21-18 / 13-21 / 21-11
- Shen Ye /  Pan Pan –  Tan Wee Kiong /  Woon Khe Wei: 21-13 / 21-23 / 21-16
- Qiu Zihan /  Tian Qing –  Sun Junjie /  Wang Siyun: 21-11 / 21-17
- Tontowi Ahmad /  Greysia Polii –  Sudket Prapakamol /  Saralee Thungthongkam: 21-19 / 21-14
- Dương Bảo Đức /  Thái Thị Hồng Gấm –  Huỳnh Nguyễn Khang /  Lê Ngọc Nguyên Nhung: 21-17 / 21-17
- Yoo Yeon-seong /  Kim Min-jung –  Noriyasu Hirata /  Miyuki Maeda: 21-16 / 21-15
- Wu Chun-wei /  Cheng Wen-hsing –  Kenichi Hayakawa /  Shizuka Matsuo: 21-18 / 21-15
- Wang Chia-min /  Wang Pei-rong –  Thitipong Lapho /  Peeraya Munkitamorn: 21-19 / 21-19
- Chan Peng Soon /  Goh Liu Ying –  Hendra Wijaya /  Shinta Mulia Sari: 17-21 / 21-16 / 21-13
- Hirokatsu Hashimoto /  Mizuki Fujii –  Nguyễn Hoàng Hải /  Nguyễn Thị Bình Thơ: 18-21 / 21-11 / 21-16
- Songphon Anugritayawon /  Kunchala Voravichitchaikul –  Hendri Kurniawan Saputra /  Vanessa Neo Yu Yan: 21-18 / 21-18
- Han Sang-hoon /  Chang Ye-na –  Jishnu Sanyal /  Jyotshna Polavarapu: 21-14 / 21-9
- Devin Lahardi Fitriawan /  Liliyana Natsir –  Tarun Kona /  Shruti Kurien: 21-9 / 21-9
- Yohan Hadikusumo Wiratama /  Tse Ying Suet –  Arun Vishnu /  Aparna Balan: 21-15 / 21-15
- Patipat Chalardchaleam /  Savitree Amitrapai –  Tao Jiaming /  Zhang Yawen: 21-11 / 12-21 / 21-17
- Valiyaveetil Diju /  Jwala Gutta –  Lee Sheng-mu /  Chien Yu-chin: 24-22 / 21-15
- Qiu Zihan /  Tian Qing –  Shen Ye /  Pan Pan: 21-11 / 12-21 / 21-17
- Tontowi Ahmad /  Greysia Polii –  Dương Bảo Đức /  Thái Thị Hồng Gấm: 21-16 / 21-16
- Yoo Yeon-seong /  Kim Min-jung –  Wu Chun-wei /  Cheng Wen-hsing: 21-12 / 21-16
- Chan Peng Soon /  Goh Liu Ying –  Wang Chia-min /  Wang Pei-rong: 21-9 / 21-11
- Hirokatsu Hashimoto /  Mizuki Fujii –  Songphon Anugritayawon /  Kunchala Voravichitchaikul: 14-21 / 24-22 / 24-22
- Devin Lahardi Fitriawan /  Liliyana Natsir –  Han Sang-hoon /  Chang Ye-na: 21-10 / 21-19
- Yohan Hadikusumo Wiratama /  Tse Ying Suet –  Patipat Chalardchaleam /  Savitree Amitrapai: 21-17 / 6-21 / 21-17

|  | Viertelfinale | Viertelfinale                           | Viertelfinale                           | Viertelfinale | Viertelfinale |                             |    | Halbfinale                  | Halbfinale | Halbfinale | Halbfinale | Halbfinale |  |  | Finale | Finale | Finale | Finale | Finale |
|  |               |                                         |                                         |               |               |                             |    |                             |            |            |            |            |  |  |        |        |        |        |        |
|  | 1             | Valiyaveetil Diju Jwala Gutta           | 21                                      | 11            | 14            |                             |    |                             |            |            |            |            |  |  |        |        |        |        |        |
|  |               | Qiu Zihan Tian Qing                     | 15                                      | 21            | 21            |                             |    |                             |            |            |            |            |  |  |        |        |        |        |        |
|  |               | Qiu Zihan Tian Qing                     | 15                                      | 21            | 21            | Qiu Zihan Tian Qing         | 22 | 21                          | 11         |            |            |            |  |  |        |        |        |        |        |
|  |               |                                         |                                         |               |               | Qiu Zihan Tian Qing         | 22 | 21                          | 11         |            |            |            |  |  |        |        |        |        |        |
|  |               |                                         | Yoo Yeon-seong Kim Min-jung             | 24            | 13            | 21                          |    |                             |            |            |            |            |  |  |        |        |        |        |        |
|  |               | Tontowi Ahmad Greysia Polii             | Yoo Yeon-seong Kim Min-jung             | 24            | 13            | 21                          | 21 | 12                          | 17         |            |            |            |  |  |        |        |        |        |        |
|  |               |                                         |                                         |               |               |                             | 21 | 12                          | 17         |            |            |            |  |  |        |        |        |        |        |
|  | 6             | Yoo Yeon-seong Kim Min-jung             | 17                                      | 21            | 21            |                             |    |                             |            |            |            |            |  |  |        |        |        |        |        |
|  |               |                                         |                                         |               |               |                             |    | Yoo Yeon-seong Kim Min-jung | 17         | 22         | 19         |            |  |  |        |        |        |        |        |
|  |               |                                         | Chan Peng Soon Goh Liu Ying             | 21            | 20            | 21                          |    |                             |            |            |            |            |  |  |        |        |        |        |        |
|  | 7             | Chan Peng Soon Goh Liu Ying             | 18                                      | 21            | 21            |                             |    |                             |            |            |            |            |  |  |        |        |        |        |        |
|  |               | Hirokatsu Hashimoto Mizuki Fujii        | 21                                      | 16            | 9             |                             |    |                             |            |            |            |            |  |  |        |        |        |        |        |
|  |               | Hirokatsu Hashimoto Mizuki Fujii        | 21                                      | 16            | 9             | Chan Peng Soon Goh Liu Ying | 12 | 21                          | 21         |            |            |            |  |  |        |        |        |        |        |
|  |               |                                         |                                         |               |               | Chan Peng Soon Goh Liu Ying | 12 | 21                          | 21         |            |            |            |  |  |        |        |        |        |        |
|  |               |                                         | Devin Lahardi Fitriawan Liliyana Natsir | 21            | 19            | 15                          |    |                             |            |            |            |            |  |  |        |        |        |        |        |
|  | 5             | Devin Lahardi Fitriawan Liliyana Natsir | Devin Lahardi Fitriawan Liliyana Natsir | 21            | 19            | 15                          | 22 | 21                          |            |            |            |            |  |  |        |        |        |        |        |
|  | 5             | Devin Lahardi Fitriawan Liliyana Natsir |                                         |               |               |                             |    | 21                          |            |            |            |            |  |  |        |        |        |        |        |
|  |               | Yohan Hadikusumo Wiratama Tse Ying Suet | 20                                      | 16            |               |                             |    |                             |            |            |            |            |  |  |        |        |        |        |        |

## Medaillenspiegel
| Rang   | Land              | Gold | Silber | Bronze | Gesamt |
| ------ | ----------------- | ---- | ------ | ------ | ------ |
| 1      | China             | 3    | 2      | 1      | 6      |
| 2      | Südkorea          | 1    | 1      | 1      | 3      |
| 3      | Malaysia          | 1    | 1      | 0      | 2      |
| 4      | Chinesisch Taipeh | 0    | 1      | 2      | 3      |
| 5      | Thailand          | 0    | 0      | 2      | 2      |
| 6      | Indien            | 0    | 0      | 1      | 1      |
| 6      | Hongkong          | 0    | 0      | 1      | 1      |
| 6      | Japan             | 0    | 0      | 1      | 1      |
| 6      | Indonesien        | 0    | 0      | 1      | 1      |
| Gesamt | Gesamt            | 5    | 5      | 10     | 20     |